# Eternalisme

Een man laat zijn hond uitlaat. De tijd loopt door de reeks momentopnamen van onder naar boven. In een op het gezond verstand gebaseerde opvatting van tijd zou elk van die vier momenten na elkaar bestaan. Volgens het eternalisme bestaan die vier momenten allemaal evenzeer.

Eternalisme is de opvatting dat zowel verleden, heden als toekomst bestaan en dat alle tijden even werkelijk zijn, in plaats van dat enkel het heden werkelijk bestaat. Gebeurtenissen uit het verleden zouden dus niet voorgoed zijn verdwenen, maar zouden zich simpelweg in een ander deel van de ruimtetijd bevinden. Dit betekent dat historische en toekomstige gebeurtenissen even werkelijk zijn als huidige gebeurtenissen. Het eternalisme staat tegenover het presentisme.
Traditionele eternalistische argumenten gebruiken de relativiteit van gelijktijdigheid en verbinden gebeurtenissen die ruimtelijk gescheiden zijn. Dit vereist aannames over ontologische gelijktijdigheid en de onderlinge afhankelijkheid van de werkelijkheid. Beschouw drie ver van elkaar verwijderde gebeurtenissen, A, B en C. A en B gebeuren tegelijkertijd. B gebeurt ook tegelijkertijd met C. Omdat A en B gelijktijdig zijn, net als B en C, betekent dit dat A en C ook gelijktijdig zijn. Alles bestaat tijdloos in ruimtetijd en of iets verleden, heden of toekomst is, hangt af van perspectief.

## A- en B-/C-theorie
Eternalisten worden verdeeld in twee verschillende met elkaar botsende theorieën: de A-theorie en de B-/C-theorie. 
- Volgens de A-theorie bestaan het verleden, het heden en de toekomst allemaal, maar is het huidige moment objectief bevoorrecht. Dit is de opvatting die normaal gesproken de Moving Spotlight Theory wordt genoemd. Ruimtetijd zou een verenigd geheel zijn, waarbij objecten verspreid zijn over de tijdsdimensie met verschillende delen op verschillende tijden.[6]
- Volgens de B-/C-theorie, ook wel het standaard eternalisme genoemd, wordt ons tijdsbeeld aangereikt door de speciale en algemene relativiteitstheorieën. Hierbij wordt in grote lijnen gesteld dat:

1. alle tijden van de oerknal tot de warmtedood van het universum gelijkelijk bestaan;
2. er niets metafysisch bijzonders is aan het heden (termen als 'heden' en 'nu' zijn indexicale begrippen);
3. het verstrijken van de tijd geen objectief kenmerk van de werkelijkheid is.

Standaard eternalisme wordt ook wel de opvatting van het blokuniversum genoemd, waarbij de vier-dimensionele ruimtetijd als universeel wordt gezien en dus niet als waarnemer-gebonden.